# 吳檟 (天順進士)
吳檟（1431年—？），字大用，直隸保定府博野縣人，明朝政治人物。進士出身。

## 生平
順天府鄉試第五十八名。天順八年（1464年）甲申科會試第一百三十名，殿試登進士第三甲第七十七名。

## 家族
曾祖父吳孝義。祖父吳興，曾任縣丞。父亲吳澤。